# Croton morotaeus
Espèce
Classification APG III (2009)
Croton morotaeus est une espèce de plantes à fleurs du genre Croton et de la famille des Euphorbiaceae présente aux Moluques (Morotai) en Indonésie.